# Сандвіч (Нью-Гемпшир)
Сандвіч (англ. Sandwich) — місто (англ. town) в США, в окрузі Керролл штату Нью-Гемпшир. Населення — 1466 осіб (2020).

## Демографія
Згідно з переписом 2010 року, у місті мешкало 1326 осіб у 617 домогосподарствах у складі 405 родин. Було 1057 помешкань
Расовий склад населення:
| - 98,0 % — білих - 0,5 % — азіатів - 0,2 % — корінних американців - 0,2 % — чорних або афроамериканців - 0,1 % — вихідців з тихоокеанських островів |

До двох чи більше рас належало 1,1 %. Частка іспаномовних становила 0,5 % від усіх жителів.
За віковим діапазоном населення розподілялося таким чином: 16,3 % — особи молодші 18 років, 60,5 % — особи у віці 18—64 років, 23,2 % — особи у віці 65 років та старші. Медіана віку мешканця становила 53,2 року. На 100 осіб жіночої статі у місті припадало 96,4 чоловіків;  на 100 жінок у віці від 18 років та старших — 93,7 чоловіків також старших 18 років.
Середній дохід на одне домашнє господарство  становив 84 249 доларів США (медіана — 63 583), а середній дохід на одну сім'ю — 88 928 доларів (медіана — 71 250). Медіана доходів становила 51 488 доларів для чоловіків та 43 333 долари для жінок. За межею бідності перебувало 5,8 % осіб, у тому числі 14,1 % дітей у віці до 18 років та 3,2 % осіб у віці 65 років та старших.
Цивільне працевлаштоване населення становило 587 осіб. Основні галузі зайнятості: будівництво — 19,1 %, освіта, охорона здоров'я та соціальна допомога — 17,5 %, мистецтво, розваги та відпочинок — 13,8 %, науковці, спеціалісти, менеджери — 10,9 %.